# Alpes maritimes (province romaine)
Pour les articles homonymes, voir Alpes-Maritimes et Alpes maritimes.

Les Alpes-Maritimes dans l'Empire romain, 120 ap. J.-C.

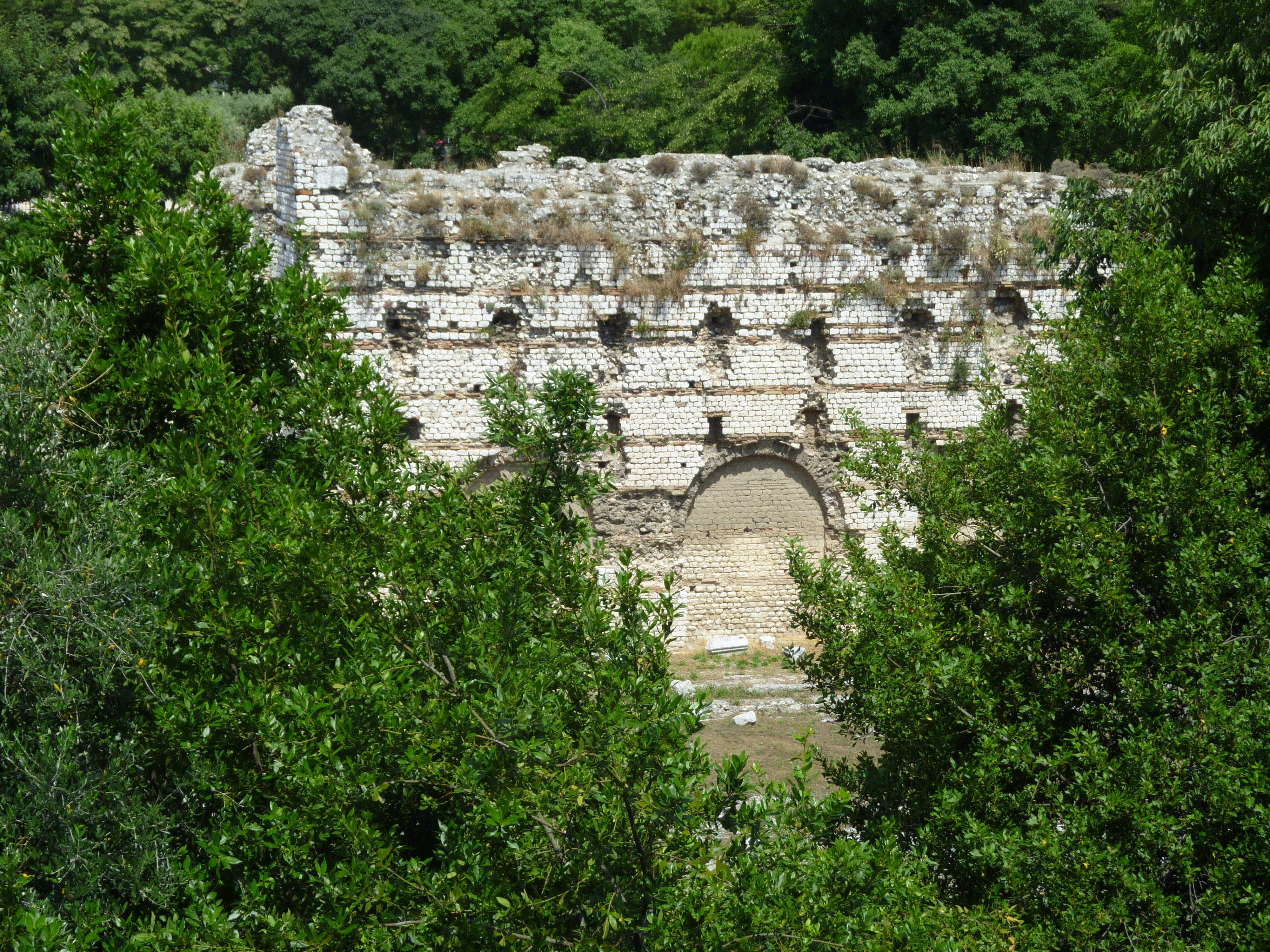
Thermes romains de Cemenelum

Les Alpes maritimes (en latin classique : Alpes Maritimæ) étaient une province de l’Empire romain. Elles englobaient les vallées de la Vésubie, la Tinée, le Var jusqu'à la mer, et la partie haute du Verdon, comprenant une partie des trois départements actuels des Alpes-Maritimes, des Alpes-de-Haute-Provence et, plus tard, des Hautes-Alpes. 
Elles font partie des quatre provinces alpines, à cheval sur les crêtes et soumises en dernier, après les Alpes Cisaplines et les territoires des Voconces et des Allobroges. 

## Histoire

### Haut-Empire
Sous le principat d'Auguste, les Romains conquièrent les territoires des Alpes Maritimae en une seule saison de combats, au cours de l'été 14 av. J.-C.. Les territoires conquis sont constitués en praefectura (« préfecture ») placée sous la responsabilité d'un praefectus (« préfet ») de l'ordre équestre et dont relèvent des cohortes auxiliaires stationnées à Cemenelum (« Cimiez »). Le seul préfet connu est C. Baebius Atticus. 
Sous le règne de Claude (41-54 ap. J.-C.), Cemenelum est la seule communauté à obtenir le droit latin, témoignage d'une intégration rapide au monde romain. 
En 63 ap. J.-C., sous Néron (54-68 ap. J.-C.), la préfecture est élevée au rang de province impériale (en latin classique : provincia  Alpium Maritimarum) et obtient le droit latin. Elles est gouvernée par un procurateur choisi dans l’ordre équestre par l’empereur. Sa capitale était Cemenelum (aujourd’hui Cimiez, un quartier de Nice). 
Conséquence de la mort de Cottius II cette même année, les Alpes cottiennes perdent les peuples au sud de la Durance. Les territoires des Vesubiani, des Veamini et des Ecdinii sont intégrés dans les Alpes Maritimes. 
À sa création, la province se compose de six civitates (« cités ») : Cemenelum (Cimiez), Vintium (Vence), Glanate ( Glandèves, près d'Entrevaux), Brigantio (Briançonnet), Salinae (Castellane) et Sanitium (Senez). Nice, qui relevait jusque là de Marseille, a été rattachée au IIIe siècle à la province des Alpes Maritimæ.
Lors de troubles de 69, qui accompagnent la guerre civile entre les partisans de Vitellius et de l'empereur Othon, la province fut le théâtre de combats qui nous sont connus par Tacite et dont il a peut-être été retrouvé certaines traces archéologiques. Digne et les Bodiontici sont intégrés à la Narbonnaise. Ils réintegrent les Alpes Maritimes probablement sous le reigne d'Hadrien (117-138 ap. J.-C.).
Avant la fin de IIe siècle, le territoire des Alpes maritimes est accru, en direction du nord, par l'intégration, dans la province, d'une part, de Dinia (« Digne-les-Bains ») qui relevait antérieurement de la province de Narbonnaise et, d'autre part, de Caturigomagus (« Chorges »), d'Eburodunum (« Embrun ») et de Rigomagus (« Faucon-de-Barcelonnette ») qui relevaient antérieurement de province des Alpes cottiennes.  

### Bas-Empire
Sous Septime Sévère (193-211 ap. J.-C.), les Alpes Maritimes et les Alpes Cottiennes sont gouvernées  par un même « praeses » : procurator Augustorum nostrorum item praeses Alpium Cottiarum et Maritimarum. Cette decision permet à l'empereur de securiser le passage des Alpes, mettant un homme de confiance aux commandes.
Sous Dioclétien (284-305), les Alpes Maritimæ les Alpes Maritimæ s’agrandissent vers le nord  jusqu’à la Durance et le col de Montgenèvre. Elles intègrent le diocèse de Vienne (diœcesis Viennensis), partie de la préfecture des Gaules et prennent Eburodunum (Embrun) comme capitale. Caturigomagus (Chorges) perd son rang de cité et son territoire est intégré dans celui d'Eburodunum.
Au plus tard au début du Ve siècle , Embrun est élevé au rang de métropole la province. 
Dans la première moitié Ve siècle, Eturamina (Thorame-Haute) obtient le statut de cité et le rang d'évêché.

## Géographie

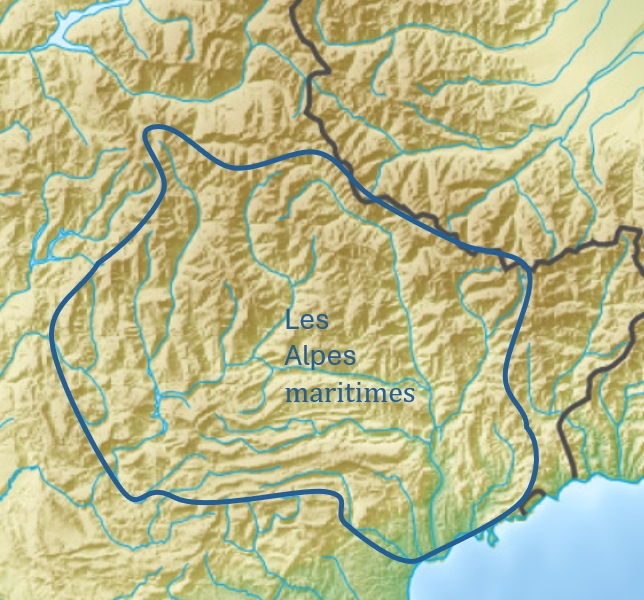
Carte de la province des Alpes Maritimes à la fin du Ier siècle.

Au Haut-Empire, les quatre provinces romaines des Alpes correspondent aux voies d'accès à la Gaule:
- Alpes Penines pour l'Alpis Pœnina par le col du Grand-Saint-Bernard,
- Alpes Grées pour l'Alpis Graia par le col du Petit-Saint-Bernard,
- Alpes Cottiennes pour la Voie Domitienne par le col de Montgenèvre,
- Alpes Maritimes pour la Via Julia Augusta.

### Les agglomérations
Les oppida des Alpes occidentales, de taille moyenne avec des remparts simples, ne constituent pas de véritable oppidum celtique comme on en trouve en Gaule centrale. Ainsi, les municipes romaines ne sont pas construites sur un oppidum. Alors que l'oppidum se situe en hauteur, lorsqu'une ville romaine s'implante dans le même secteur, elle est construite dans une zone plate, en plaine ou fond de vallée.
En effet, les cités romaines des vallées alpines sont souvent construites dans les cônes de déjection de fleuves et rivières, les exposant aux caprices de celles-ci. La répétition de crues abondantes jusqu'au milieu du IIe siècle apr. J.C. détruisirent les bâtiments publics (temples, thermes...).
Bien que l'on compte un grand nombre de sites thermaux dans les Alpes occidentales, les constructions forment plutôt un agrégat d'édifices balnéaires dédiés à l'exploitation des eaux minérales qu'une ville romaine, même de taille modeste (uicus). Les villes principales sont généralement situées le long des voies romaines traversant les Alpes.
Des Alpes Maritimes, seul l'emplacement de Cemenelum (Cimiez) et Salinae (Castellane) est connu. Il existe peu de traces sur les  autres localités.

#### Cemenelum(Cimiez)
Chef-lieu du peuple gaulois Vediantii, elle fut la capitale de la province jusqu'au IIIe siècle avant qu'Embrun ne la remplace. Développée autour d'un oppidum sur environ 15 ha, elle  était alimentée par deux aqueducs. Elle possedait trois thermes publiques, un amphithéâtre, un temple impérial. En périphérie se trouvait des camps auxiliaires servant de quartier d'hiver pour plusieurs cohortes militaires. 

#### Nikaïa (Nice)
Voisine de Cimiez, cette petite localité dépendait de Marseille. Elle était probablement située sur la rive droite du paillon.  Son developpement de cité portuaire est due a l'importance de Cimiez.

#### Ventium (Vence)
Rattachée à la cité d'Antipolis, elle accède au droit latin et devient une municipe probabalement sous Trajan. L'existence d'un aqueduc laisse supposer que des thermes publiques y furent construites.

#### Brigantio (Briançonnet)
La cité reçut le statut de municipe au plus tard fin du IIe siècle. Le site exact n'est pas connu ; trois emplacements de 1 à 7 ha sont possibles.

#### Salinae (Castellane)
Ce chef-lieu possédait un théâtre (ou amphithéâtre) et des thermes. L'existence de sites luxueux conforte le role de cette cité de 10-15 ha. 

#### Dinia (Digne-les-Bains)
Elle devient une municipe avant la fin du IIe siècle et devait avoir une superficie de 5-10 ha. 

### Les voies romaines
La Via Julia Augusta relie la Via Aurelia à la  Voie Domitienne, permettant de rejoindre l'Hispanie par le sud de la Gaule.

### Liste des villes antiques de la province romaine des Alpes maritimes
- Cemenelum (en grec ancien : Κεμενέλιον ; aujourd’hui : Cimiez)
- Nicaea (en grec ancien : Νίκαια ; aujourd’hui : Nice)
- Antipolis (en grec ancien : Ἀντίπολις ; aujourd’hui : Antibes)
- Portus Herculis Monoeci (Monaco)
- Salinae (aujourd’hui : Castellane)
- Sanitium (en grec ancien : Σανίτιον[28] ; aujourd’hui : Senez)
- Vintium (en grec ancien : Οὐίντιον ; aujourd’hui : Vence)

À partir de 297 :
- Brigantio[29] (aujourd'hui : Briançonnet ; antérieurement, jusqu'au XVIIe siècle : Briançon)[29]
- Caturigomagus[11] (aujourd'hui : Chorges)[11]
- Dinia[11] (aujourd'hui, Digne-les-Bains ; antérieurement, jusqu'en 1988 : Digne)[11]
- Eburodunum[11] (en grec ancien : Ἐβρόδουνον ; aujourd'hui : Embrun)[11]
- Rigomagus[14] (aujourd'hui : Faucon-de-Barcelonnette)[14]

À partir de la première moitié du Ve siècle :
- Eturamina[14] (aujourd'hui : Thorame-Haute)[14] : localité secondaire de la haute vallée du Verdon qui obtient, dans la première moitié du Ve siècle, le statut de cité et le rang d'évêché[14].